# フランス・テレビジョン
フランス・テレヴィジオン（仏: France Télévisions）は、フランスにおける公共放送を担う各放送局の持株会社たる株式会社。パリに本拠を置く。フランス政府が100パーセント出資する。

## 概要
公共放送を実施する各社（France 2、France 3等）の株式を保有する、フランス政府100%出資の株式会社。フランス政府が徴収した受信機利用税（日本における受信料に相当する）を、各公共放送会社に配分する権限を有する。広告放送も行われており、広告の開始前と終了後に告知のお知らせが流れる。
日本ではFrance 2およびFrance 3が制作するツール・ド・フランスの放送をスポーツ専門放送局J SPORTSが衛星生中継で放送している他、NHK衛星第1テレビジョンがFrance 2で毎日20時に放送されるニュース（Journal de 20 heures）の抜粋を翌日、音声翻訳付きで放映している（16:9のサイズで送られてくるため、デジタル放送では16:9のサイズで放送。）。また、パリオリンピックではホスト局として、大きな役割を果たした。
また、France24やTV5MONDEといった国際放送にも関わっており、同根のラジオ局・ラジオ・フランスとはニュース専門局、フランス・アンフォを共同運営している。

## 傘下放送局
- フランス2 - 全国放送。イメージカラーは赤。
- フランス3 - 全国放送(一部ローカル放送)。イメージカラーは青。
- Canal 4
  - Okoo - キッズ中心。
  - フランス4 - スポーツ・文化・音楽祭中心。イメージカラーは紫。
- フランス5 - 教育放送中心。イメージカラーは緑。
- ル・プルミエール - 海外県・海外準県向け放送。
- フランスÔ - ル・プルミエールの本土向け放送。2020年に放送終了。
- Culturebox - 文化・音楽祭中心。2025年に放送終了。
- フランス・アンフォ (TVチャンネル) - ニュース専門放送局。ラジオ・フランス等との共同運営。